# Kremlin de Souzdal
Le kremlin de Souzdal (en russe : Суздальский кремль) est la partie la plus ancienne et le cœur historique de la ville de Souzdal. Il existe depuis le Xe siècle, selon la chronique depuis 1024. Situé dans un méandre de la rivière Kamenka, au sud de la ville, il représente avec ses édifices témoins des pouvoirs religieux et princiers un ensemble remarquable classé au patrimoine de l'humanité par l'UNESCO dans le cadre des monuments de Vladimir et de Souzdal.

## Histoire
À la fin du XIe siècle et du XIIe siècle fut édifiée une citadelle à cet endroit, entourée d'un anneau de remparts en terre, d'une longueur de 1 400 m. Sur les remparts, on ajouta des tours de défense en pierre et des murs de poutres de bois. Dans le kremlin habitaient la cour du prince et la cour de l'évêque. La cathédrale de la ville se trouvait aussi dans le Kremlin.
Durant la seconde moitié du XVe siècle, les ouvrages défensifs furent renforcés et multipliés. En 1677, un ensemble de 15 tours et portes de pierres et de bois fut ajouté. En 1719, tous les ouvrages en bois furent détruits par un incendie.
Le kremlin conserva ses remparts de terre et ses fossés, quelques églises, l'ensemble de la cour de l'évêché ainsi que la vieille cathédrale de la Nativité.

## Cathédrale de la Nativité
Construite entre 1222 et 1225 en tuf (proche en qualité de la pierre à chaux), la cathédrale de la Nativité s'élève à la place de l'ancienne église de l'époque de Vladimir II Monomaque. Cette cathédrale n'est pas parvenue jusqu'à notre époque dans son aspect initial. De la construction du XIIIe siècle, seule la partie inférieure a été conservée, entourée d'une ceinture d'arcatures, au-dessus de laquelle fut construit un mur au XVIe siècle en brique. La partie ancienne est décorée de riches sculptures de pierre à chaux finement taillées et polies. La façade est garnie de figures de lions, de masques de femmes, d'ornements sophistiqués.
En face de la façade sud de la cathédrale, en 1635, un clocher fut érigé, recouvert d'un toit à huit pans. À la fin du XVIIe siècle, on lui adjoint une horloge dont les heures sont représentées par des lettres. La cathédrale, les palais et le clocher voisin représentent un ensemble qui forment une cour solennelle.

## Palais des évêques
Les Palais des évêques sont d'une architecture complexe, construits du XVe siècle au XVIIIe siècle comme habitation pour le pouvoir épiscopal. Le bâtiment principal est lié étroitement à la cathédrale pour former un ensemble destiné au pouvoir épiscopal en même temps qu'un habitat. Actuellement les palais ont été transformés en musées.

## Église Nicolas

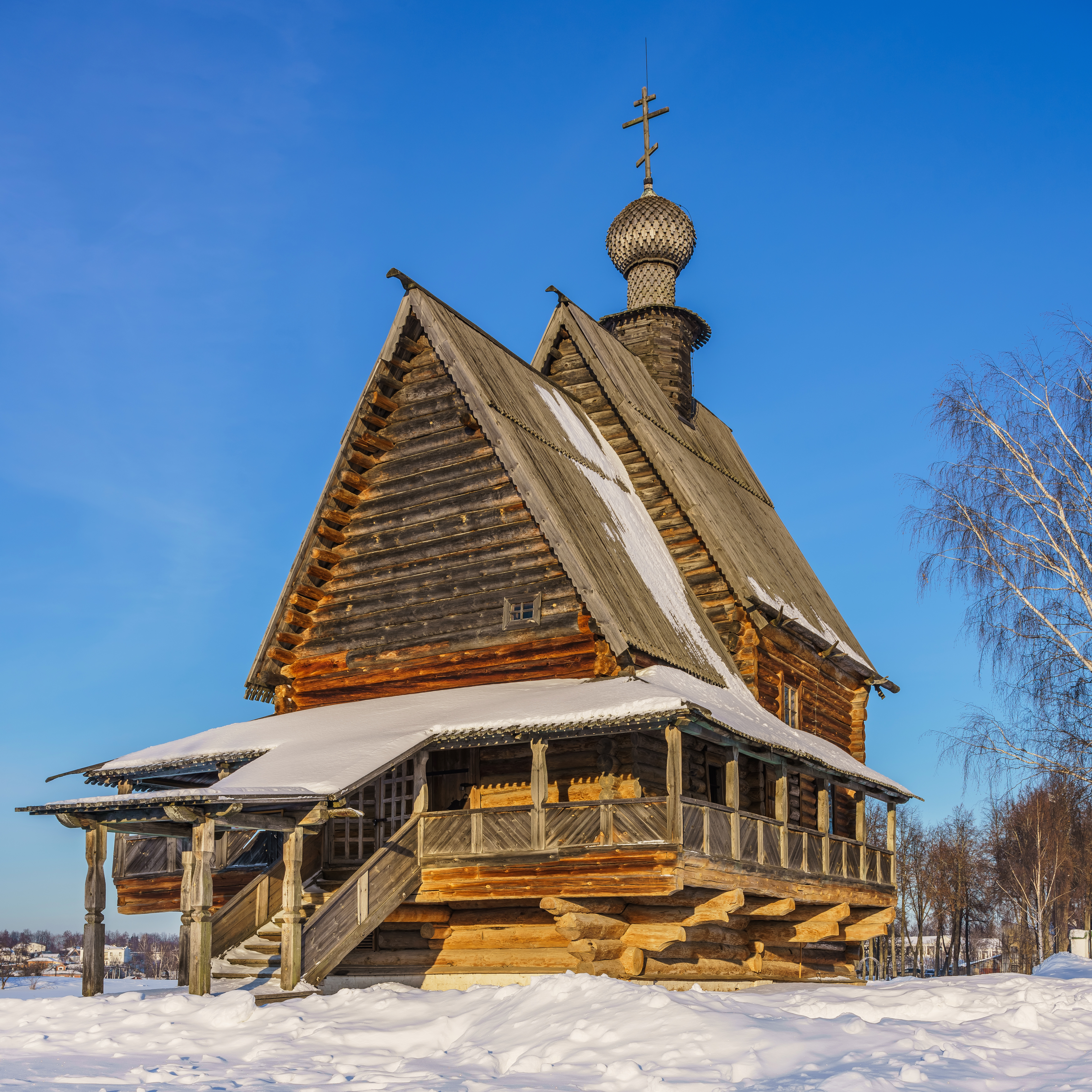
L'église en bois du kremlin de Souzdal. Photo janvier 2019.

Dans la partie ouest du kremlin se trouve l'ancienne église Nicolas en bois. Construite en 1766, c'est un bel exemple de la simplicité des anciennes églises de villages qui n'est pas dépourvue pour autant d'harmonie et de charme.

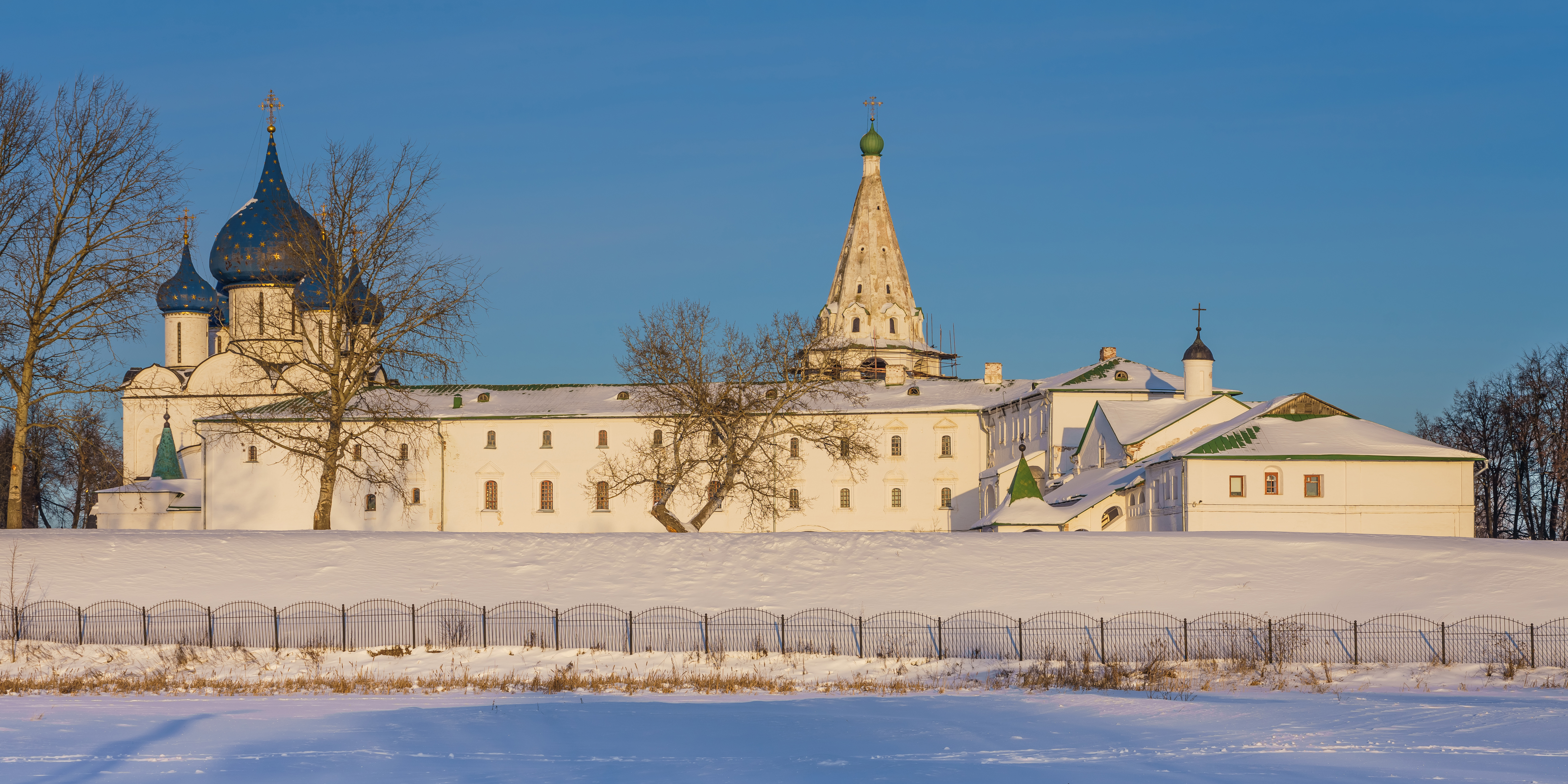
Panorama du Kremlin

## Source
- (ru) Cet article est partiellement ou en totalité issu de l’article de Wikipédia en russe intitulé « Суздальский кремль » (voir la liste des auteurs).